# Ambasciata d'Italia a Praga
L'Ambasciata d'Italia a Praga è la missione diplomatica della Repubblica Italiana nella Repubblica Ceca.
Il palazzo nel quale è situata l'ambasciata si trova in via Nerudova 20 nel quartiere praghese di Malá Strana, accanto alla chiesa di Nostra Signora dei Caetani e di fronte all'ambasciata rumena.
L'ambasciata occupa il grande palazzo Thun-Hohenstein, che prende il nome dalla famiglia omonima; la facciata barocca all'ingresso presenta una porta sorvegliata da due aquile scolpite.